# 木鼠吉五郎
木鼠吉五郎（きねずみきちごろう、？ - 天保7年（1836年）5月23日）は、江戸時代の窃盗犯。
『大岡政談』に登場する雲霧五人男の1人に同名の盗賊がいるが、本項では江戸時代後期に実在した吉五郎を扱う。

## 犯行
天保5年（1834年）の夏、入墨者（前科者）で無宿人の利吉とほか10人は往来や商家で窃盗を繰り返していた。その内の播州無宿・定蔵こと木鼠吉五郎は仲間の万吉や清七と共に旅人をよそおって遠州屋忠蔵方を訪れ、鼻紙袋とそれを収める外入（そといれ）を注文して手付金を渡しながら、他にも色々持ってこさせ品定めをするふりをして、その内の鼈甲製の櫛4枚を盗み取った。その櫛を売り払った金から1両の分け前を貰った吉五郎はそれを酒食に使ってしまった。
無宿人たちはその後北町奉行所に捕えられた。盗んだ櫛のうち2枚が買い取った芳吉という男の柳行李の中から見つかり、無宿人たちは全員窃盗の犯行を認めたが、吉五郎1人は犯行を否認した。櫛が忠蔵の店から盗まれた物に相違無いという証言や、忠蔵の店で働く徳次郎ともう1人による突合せ吟味で櫛を盗んだのは吉五郎に間違いないという証言もあったが、吉五郎は仲間のうちの無宿人・勝五郎の仕業であると言い立て、なおも否認し続けた。
吉五郎は、かつて大坂で盗みを働いた廉で大坂町奉行所で入墨・重敲（じゅうたたき）の刑となっていた。今回の事件で吉五郎が手に入れたのは1両だから、それだけならば入墨の上、敲で済むのだが、これは再犯となる。『御定書百箇条』で盗みの再犯は「入墨に成り候以後、又候（またぞろ）盗みいたし候もの死罪」と決まっており、犯行を認めれば吉五郎は死罪となる身であった。

## 27回の拷問
江戸時代の裁判は、物証や証言がいくらあっても、容疑者自身の自白が無い限り、罪状・処罰が確定しない。『御定書』にも殺人・放火・盗賊・関所破り・謀書謀判（文書偽造）の5つは、証拠が明白であっても当人の自白が不可欠と定められている。証拠が揃っていながら犯行を認めない吉五郎を自白させるため、拷問が行われることになった。
吉五郎の取り調べを最初に担当した吟味方与力・東条八太郎が拷問を開始したのは天保5年7月21日のことである。以後、天保7年までの3年間に以下のとおり、計27回の拷問が繰り返された。
- 天保5年
  - 4月12日入牢[3]
  - 7月21日 縛敲（笞打）・石抱5枚
  - 8月11日 縛敲・石抱5枚
  - 9月16日 縛敲・石抱7枚
  - 9月19日 縛敲・石抱7枚
  - 10月21日 拷問前に自白
- 天保6年
  - 4月9日 縛敲・石抱8枚
  - 4月11日 縛敲・石抱8枚
  - 4月13日 縛敲・石抱8枚
  - 5月18日 縛敲・石抱9枚
  - 閏7月1日 - 18日 計8回 縛敲・石抱9枚
  - 閏7月27日 縛敲・石抱7枚
  - 8月18日 石抱7枚（6時間実施）
  - 9月22日 縛敲・海老責（4時間放置）
  - 11月11日 縛敲[4]・石抱8枚
  - 12月2日 海老責
- 天保7年
  - 2月13日 縛敲・石抱9枚
  - 3月2日 縛敲・石抱9枚
  - 4月3日 縛敲・石抱9枚
  - 4月11日 釣責
  - 4月21日 釣責（5時間実施）

5回目の拷問の日である天保5年10月21日、拷問を開始する前に吉五郎は櫛を盗んだことを認めた。しかし、その3日後の10月24日、激しい風雨が江戸を襲った夜に吉五郎は脱獄をし、逃走してしまった。女の家に潜伏していた吉五郎を、南町奉行所が捕縛したのは翌天保6年3月のことであった。南町奉行の筒井政憲は吉五郎を100回の重敲にかけた後、その身柄を北町奉行所に戻した。吟味方与力が脱獄前の自白を元に吉五郎の口書（くちがき、供述調書）を作成しようとしたところ、吉五郎は再び犯行を否認。そのため、4月9日から拷問を再開することとなった。
縛敲と石抱を繰り返しても自白を得られなかった北町奉行所は、9月22日に海老責を行い、同年12月2日にも再度海老責を試みたが、吉五郎は自白しなかった。翌天保7年、北町奉行榊原忠之は、釣責を実施することにし、老中の許可を得た。文化5年（1808年）以来、29年ぶりに実施された釣責であったが、4月11日と4月21日の2回にわたって行われながら、吉五郎を自白させるには至らなかった。

## 判決
ついに吉五郎に自白させることを諦めた榊原主計頭は、察斗詰による決着を老中に申請した。察斗詰とは、犯行が明白であり、しっかりとした証拠・証言がある場合、容疑者の自白を得ずに処刑できる制度である。なお、吉五郎の尋問を担当した吟味方与力たちも自白を得るのは難しいとして、下記の時期にそれぞれ察斗詰を提案している。
- 東条 八太郎 - 天保6年4月[6]
- 谷村 源左衛門 - 4月28日
- 三村 吉兵衛[7] - 天保7年4月
- 中島 喜右衛門 - 4月28日
- 三好 三次郎
- 米倉 作次郎 - 天保7年4月

木鼠吉五郎一件より前、享和元年（1801年）、南町奉行所が捕えた信濃無宿彦蔵こと小助が、罪状が明白であるとして町奉行の根岸肥前守により「重々不届至極につき死罪」として拷問にかけずに死罪にするよう老中に提案し、了承されている。谷村源左衛門と三村吉兵衛も、この一件を吉五郎を察斗詰にする根拠の1つとして挙げている。
吉五郎は、証拠がはっきりしていること、および5度目の責問の際に自白したことを根拠とし、天保7年5月23日に察斗詰による死罪となった。榊原主計頭は、木鼠吉五郎一件を最後の仕事として町奉行を引退、その後大目付に就任している。